# محمود اسکندر قهرمانویچ

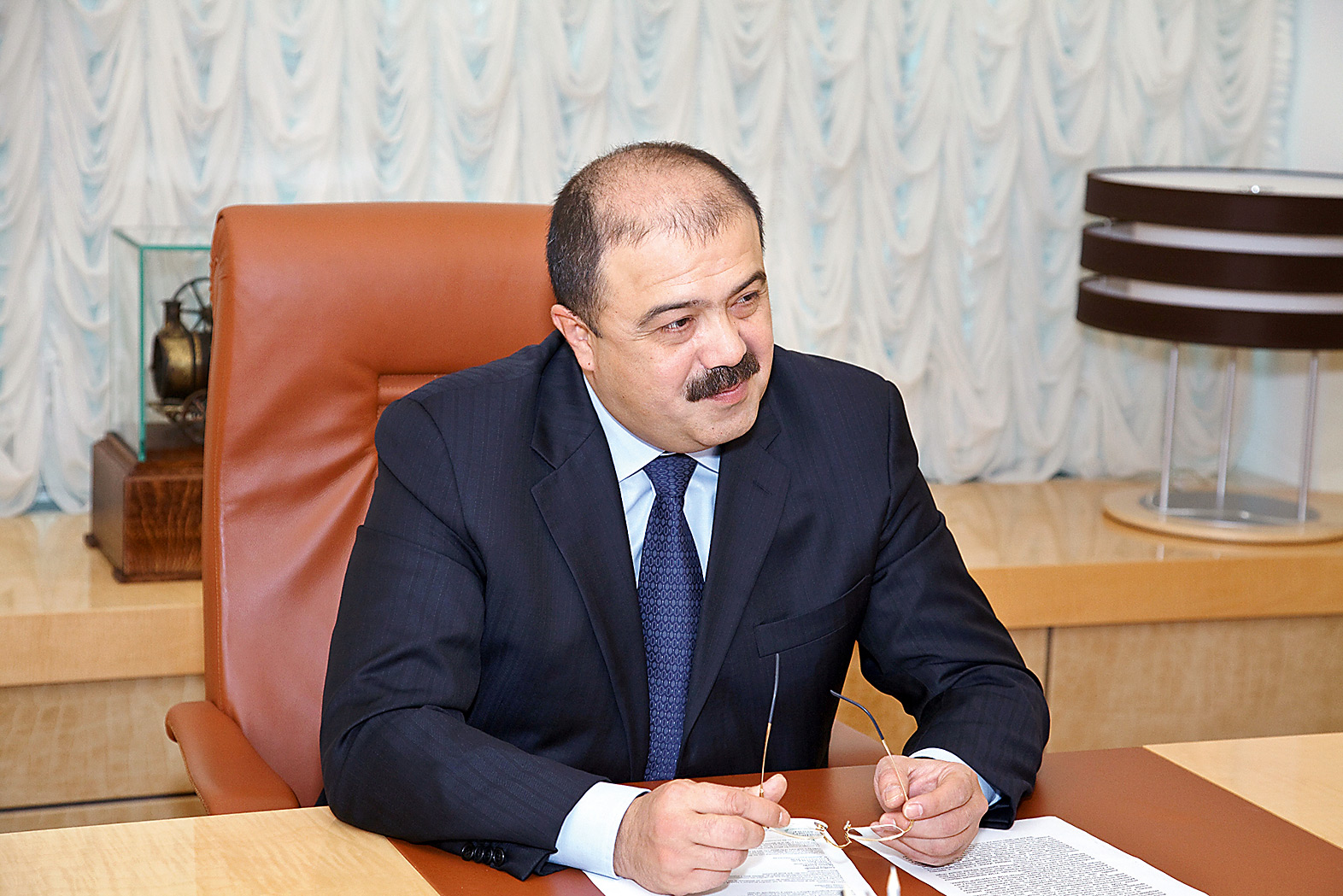
محمود اسکندر قهرمانویچ

محمود اسکندر قهرمانویچ (تولد ۵ دسامبر ۱۹۶۳ -بخارا) بازرگان ازبکی است که اکنون ۱۱٫۹ بیلیون دلار سرمایه دارد و در زمینهٔ معدن، فلز و الوار فعالیت می‌کند. او در شهر تاشکند رشد یافته و در همان شهر تحصیلات خود را ادامه داد.
برپایهٔ گزارش مجلهٔ فوربز در سال ۲۰۰۸ میلادی، او هجدهمین شخص ثروتمند روسیه و هشتاد و ششمین، میلیونر جهان است.